# Widerstehe doch der Sünde
Widerstehe doch der Sünde (BWV 54) ist eine Kirchenkantate von Johann Sebastian Bach. Er schrieb die Solokantate für Alt in Weimar, wahrscheinlich im Jahr 1714. Der Kantatentext deutet auf eine Aufführung am Sonntag Oculi, dem dritten Sonntag der Passionszeit. Die Kantate eignet sich jedoch auch für andere Sonntage im Kirchenjahr.

## Geschichte und Worte
Bei dieser Kantate sind das Jahr der Komposition, die Einordnung im Kirchenjahr und das Datum der ersten Aufführung nicht gesichert. Einigkeit besteht im Wesentlichen nur darüber, dass sie in Bachs Weimarer Zeit (1708–1717) entstand, und zwar nach der Veröffentlichung des Kantatentextes von Georg Christian Lehms im Jahr 1711. Zumeist wird 1714 als Entstehungsjahr genannt, so auf der Bach Cantatas Website.
Das Thema der Kantate ist die Warnung vor der Verlockung der Sünde. Sie steht damit den Epistel-Lesungen sowohl für Oculi als auch für den 7. Sonntag nach Trinitatis nahe, nicht jedoch den für diese Sonntage vorgesehenen Evangelien-Lesungen. Die erste Zeile der dritten Strophe zitiert wörtlich 1 Joh 3,8 . Möglicherweise hat Bach das Werk als Kantate in ogni tempo (italienisch für „zu jeder Zeit“) komponiert, also ohne feste Zuordnung im Kirchenjahr.
Die Zuordnung zu Oculi liegt an dem Kantatentext, den Georg Christian Lehms als „Andacht auf den Sonntag Oculi“ verfasste. Für Oculi waren als Lesungen Eph 5,1–9  und Lk 11,14–28  vorgesehen. Manche Bachforscher nehmen an, dass die Kantate für Oculi 1714 bestimmt war (4. März 1714). Gegen dieses Datum spricht, dass Bach gerade erst am 2. März 1714 zum Konzertmeister am herzoglichen Hof in Weimar ernannt worden war, so dass seine damit verbundene Pflicht, alle vier Wochen eine Kantate zu komponieren, erst seit zwei Tagen bestanden hätte. Daher wird auch eine erste Aufführung zu Oculi des nächsten Jahres (24. März 1715) in Betracht gezogen, so von Klaus Hofmann. Dagegen nimmt Christoph Wolff eine Entstehung schon vor 1714 an, ebenso Konrad Küster. Der Kritische Bericht der Neuen Bach-Ausgabe erwähnt die Möglichkeit, dass Bach die Kantate schon im Jahr 1713 komponiert haben könnte, sei es für Oculi oder einen anderen Sonntag.
Alfred Dürr hielt eine Entstehungszeit im Sommer oder Herbst 1714 für am wahrscheinlichsten. Er vermutete wie auch Hans-Joachim Schulze, dass Bach die Kantate für den 7. Sonntag nach Trinitatis komponierte und am 15. Juli 1714 in der Schlosskirche erstmals aufführte. Die vorgeschriebenen Lesungen für diesen Sonntag waren als Epistel Röm 6,19–23  („Der Tod ist der Sünde Sold; aber die Gabe Gottes ist das ewige Leben“) und als Evangelium Mk 8,1–9 , die Speisung der Viertausend. Die spekulativen Zuweisungen der Kantate zum 7. Sonntag nach Trinitatis stammen allerdings aus einer Zeit vor der Auffindung des Kantatentextes in jenem Druck aus dem Jahr 1711, laut dem der Dichter Lehms seinen Text ausdrücklich dem Sonntag Oculi zugeordnet hat.
Die Kantate ist die erste von vier Solokantaten für Alt. Die drei anderen entstanden alle im Jahr 1726 in Leipzig: Vergnügte Ruh, beliebte Seelenlust (BWV 170), Geist und Seele wird verwirret (BWV 35) und Gott soll allein mein Herze haben (BWV 169); zwei davon beruhen ebenfalls auf Texten von Lehms. In insgesamt zehn Kantaten verwendete Bach Texte aus der im Jahr 1711 publizierten Textsammlung von Lehms mit dem Titel Kirchen-Opffer in einem gantzen Jahr-Gange Andächtiger Betrachtungen über die gewöhnlichen Sonn- und Festtags-Texte. Er besaß offenbar ein Exemplar dieses Drucks.
Die Solostimme liegt im Vergleich zu den anderen Solokantaten für Alt tiefer. Zu Bachs Zeit wurden Alt-Stimmen von Knaben gesungen, heute meist von einer Frauenstimme oder einem Countertenor.

## Besetzung und Aufbau
Die Kantate ist kammermusikalisch besetzt mit Alt, zwei Violinen, zwei Violen und Basso continuo.
1. Aria: Widerstehe doch der Sünde
2. Recitativo: Die Art verruchter Sünden
3. Aria: Wer Sünde tut, der ist vom Teufel

## Musik

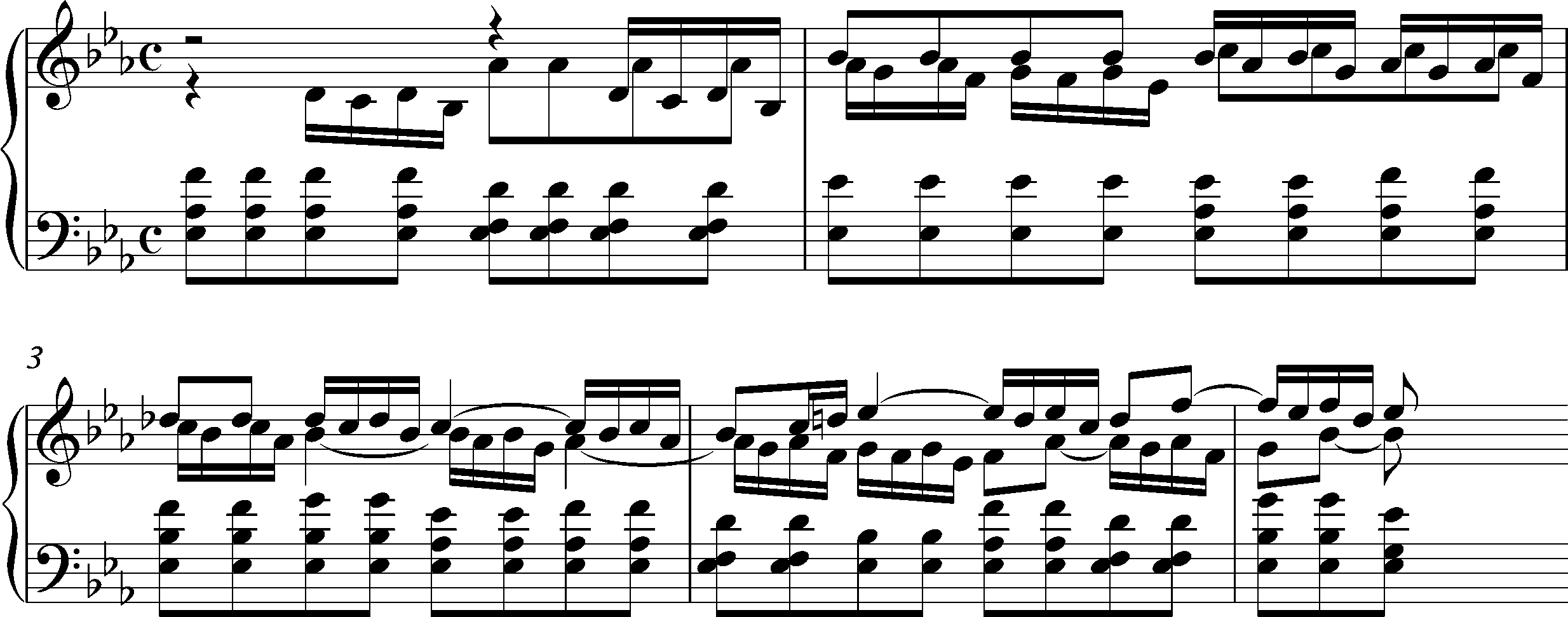
Erste Takte

Die erste Arie, Widerstehe doch der Sünde, ist eine Da-capo-Arie, die mit einer überraschenden Dissonanz beginnt und die Tonart Es-Dur bis zur Kadenz in Takt 8 offen lässt. Dürr sieht darin den Aufruf zum Widerstand und vergleicht ihn mit dem Beginn des Rezitativs Siehe, ich stehe vor der Tür, einem Aufruf zur Wachsamkeit in Bachs Adventskantate Nun komm, der Heiden Heiland, BWV 61, die ebenfalls 1714 komponiert wurde.
Das Rezitativ Die Art verruchter Sünden ist secco, begleitet vom Continuo. Die Worte „So zeigt sich nur ein leerer Schatten und übertünchtes Grab“ sind in „fahlen“ Harmonien verdeutlicht. Bach hebt die Schlussworte als Arioso hervor und illustriert in „Sie ist als wie ein scharfes Schwert, das uns durch Leib und Seele fährt“ das geschwungene Schwert durch schnelle Läufe im Continuo.
Die letzte Arie Wer Sünde tut, der ist vom Teufel ist ebenfalls eine Da-capo-Arie, doch zeigt sie außerdem Elemente einer vierstimmigen Fuge für die Singstimme, die Geigen unisono, die Bratschen unisono und das Continuo.
Bach benutzte die Musik der ersten Arie wahrscheinlich erneut in seiner verschollenen Markus-Passion.
LP/CD
- J.S. Bach: Cantatas No. 53, No. 54, No. 170. Hermann Scherchen, Hilde Rössel-Majdan, Orchester der Wiener Staatsoper. Westminster, 1952.
- Alfred Deller Edition 7. Gustav Leonhardt, Alfred Deller, Leonhardt Baroque Ensemble. Vanguard, 1954.
- Bach Made in Germany Vol. 2 – Cantatas III. Kurt Thomas, Marga Höffgen, Gewandhausorchester. Eterna, 1959.
- Die Bach Kantate Vol. 43. Helmuth Rilling, Julia Hamari, Bach-Collegium Stuttgart, Hänssler, 1975.
- J.S.Bach Cantatas/Kantaten: No. 169, No. 54, No. 200, Jard van Nes, Leo van Doeselaar, Amsterdam Bach Soloists, Fidelio, 1988.
- J.S. Bach: Complete Cantatas Vol. 3. Ton Koopman, Andreas Scholl, Amsterdam Baroque Orchestra. Antoine Marchand, 1995.
- Baroque Arias. Masaaki Suzuki, Yoshikazu Mera, Bach Collegium Japan. 1996.
- J.S. Bach: Cantates pour alto (BWV 170, 54, 35). Philippe Herreweghe, Andreas Scholl, Orchester des Collegium Vocale Gent. Harmonia Mundi, 1997.
- Solo Cantatas. Ludwig Güttler, Christoph Genz, Virtuosi Saxoniae. Dresden Classics, 1999.
- Bach Cantatas Vol. 21: Cambridge/Walpole St Peter / For Quinquagesima Sunday (Estomihi) / For Annunciation / Palm Sunday / Oculi. John Eliot Gardiner, Monteverdi Choir, English Baroque Soloists, Nathalie Stutzmann. Soli Deo Gloria, 2000.

DVD
- Widerstehe doch der Sünde. Kantate BWV 54. Markus Forster (Altus), Orchester der J. S. Bach-Stiftung, Rudolf Lutz (Leitung und Orgel). Mit Einführungsworkshop und Reflexion von Thomas Sprecher. 1 DVD. Gallus Media, St. Gallen 2009.